# Prospect (Pensilvania)
Prospect es un borough ubicado en el condado de Butler en el estado estadounidense de Pensilvania. En el año 2000 tenía una población de 1234 habitantes y una densidad poblacional de 100 personas por km².

## Geografía
Prospect se encuentra ubicado en las coordenadas 40°54′15″N 80°2′47″O / 40.90417, -80.04639.

## Demografía
Según la Oficina del Censo en 2000 los ingresos medios por hogar en la localidad eran de $33 452 y los ingresos medios por familia eran $40 417. Los hombres tenían unos ingresos medios de $33 125 frente a los $21 298 para las mujeres. La renta per cápita para la localidad era de $17 435. Alrededor del 8,1% de la población estaba por debajo del umbral de pobreza.